# Helmut Tichy
Helmut Tichy (* 8. August 1958 in Wien) ist ein österreichischer Diplomat und Universitätsprofessor. Tichy leitete von 2010 bis März 2023 das Völkerrechtsbüro im Bundesministerium für europäische und internationale Angelegenheiten. Er ist Universitätsprofessor für Völkerrecht an der Universität Graz und Lehrbeauftragter an der Diplomatischen Akademie Wien.

## Leben
Helmut Tichy wurde in Wien geboren und studierte Rechtswissenschaften an der Universität Wien. Nach seinem Abschluss als Dr. iur. arbeitete er als wissenschaftlicher Mitarbeiter am Institut für Staats- und Verwaltungsrecht der Universität Wien bei Robert Walter. An der University of Cambridge absolvierte Tichy einen Master of Laws.

## Beruflicher Werdegang
1983 trat Tichy in das Bundesministerium für europäische und internationale Angelegenheiten ein, wobei er neben Verwendungen im Völkerrechtsbüro des Ministeriums auch Auslandsverwendung an den Botschaften Belgrad, Brüssel und Genf absolvierte. Von 1988 bis 1990 war er stellvertretender Leiter des Wiener Büros des UN-Flüchtlingshochkommissariats (UNHCR). Tichy war Prozessbevollmächtigter Österreichs beim Europäischen Gerichtshof für Menschenrechte und Vertreter Österreichs im Kosovo-Verfahren am Internationaler Gerichtshof. Seit 2023 ist Tichy österreichisches Mitglied der Group of Experts on Action against Violence against Women and Domestic Violence (GREVIO)
Seit 2015 ist Tichy Praxisprofessor an der Universität Graz. Er publiziert umfasst zu Themen des Zusammenspiels von Verfassungsrecht und Völkerrecht, zum Völkerrechtsentwicklung durch die Völkerrechtskommission und zur Umsetzung völkerrechtlicher Verpflichtungen.

## Privates
Tichy ist mit Elisabeth Tichy-Fisslberger verheiratet und hat eine Tochter. Er ist Kurator der Lutherischen Stadtkirche in Wien und Mitglied des Presbyterium dieser.

## Auszeichnungen
2013 wurde Tichy mit dem Großen Verdienstorden des Landes Südtirol ausgezeichnet.